# Ile du Golfe
Ile du Golfe är en ö i Australien. Den ligger i delstaten Tasmanien, i den sydöstra delen av landet, omkring 100 kilometer sydväst om delstatshuvudstaden Hobart.